# Луна (Оренбургская область)
Луна — посёлок в Шарлыкском районе Оренбургской области в составе Дубровского сельсовета.

## География
Находится на расстоянии примерно 19 километров на северо-запад по прямой от районного центра села Шарлык.

## Население
Население составляло 26 человек в 2002 году (русские 92 %), 56 по переписи 2010 года.

## Достопримечательности
Ландшафтный парк "Луна" с водоёмами, животными и постройками в старорусском стиле. Туристы называют парк – Местные Кижи.
https://lunapark56.ru/